# 生田警察署襲撃事件
生田警察署襲撃事件（いくたけいさつしょしゅうげきじけん）とは、現在の兵庫県神戸市中央区にある生田警察署が襲撃された事件である。在日朝鮮人（当時は法的には朝鮮半島は日本の領土）からなる暴徒によって1945年（昭和20年）12月24日、および翌1946年（昭和21年）1月9日の2回続けて発生した。

## 事件の概要

### 第1回目の襲撃事件
1945年12月24日午後9時頃、50名を超える朝鮮人の暴徒が「岡山の刑事を出せ」と叫びながら署内に侵入。署員を拳銃・日本刀・匕首を突きつけて軟禁した上で、岡山県警察部の捜査員を探し始めた。襲撃以前、岡山市内にて7人組による拳銃強盗事件が発生しており、強盗犯を追って岡山県警の捜査官が神戸市まで出張にきていた。この捜査員に生田署が協力していたため、暴徒の襲撃を受けることになった。『兵庫県警察史 昭和編』447頁には、報復を仕掛けたのは朝鮮人の一団であったが、元の拳銃強盗事件の犯人が朝鮮人であったかどうかは記されていない。
捜査員らが脱出に成功した一方で、暴徒によって署内の警察電話線が切断されたため、警察署は外部との連絡手段を絶たれてしまった。その後、事件を聞きつけた連合国軍部隊（当時日本は連合国軍の占領下）によって暴動が鎮圧された。

### 第2回目の襲撃事件
翌年1946年1月9日、三宮ガード下で賭博団（国籍未詳）が検挙されたことを受け、30人から40人の朝鮮人が犯人の奪還を目的に生田署内へ再度侵入したが、この事件も進駐軍の協力を得て鎮圧し、首謀者3人を検挙した。